# (3710) Богословский
(3710) Богословский (лат. Bogoslovskij) — типичный астероид главного пояса, открыт 13 сентября 1978 года советским астрономом Николаем Черных в Крымской астрофизической обсерватории и 1 сентября 1993 года назван в честь советского и российского композитора и писателя Никиты Богословского.

## Обнаружение и именование
(3710) Богословский
Открыт 13 сентября 1978 года в Научном Н. С. Черных.
Назван в честь известного современного композитора и писателя Никиты Владимировича Богословского по случаю его восьмидесятилетия.
Оригинальный текст (англ.)3710 Bogoslovskij
Discovered 1978-09-13 by Chernykh, N. at Nauchnyj.
Named in honor of Nikita Vladimirovich Bogoslovskij, well-known contemporary composer and writer, on the occasion of his eightieth birthday.
Источники: DISCOVERY.DB; M.P.C. 22499.

## Орбита

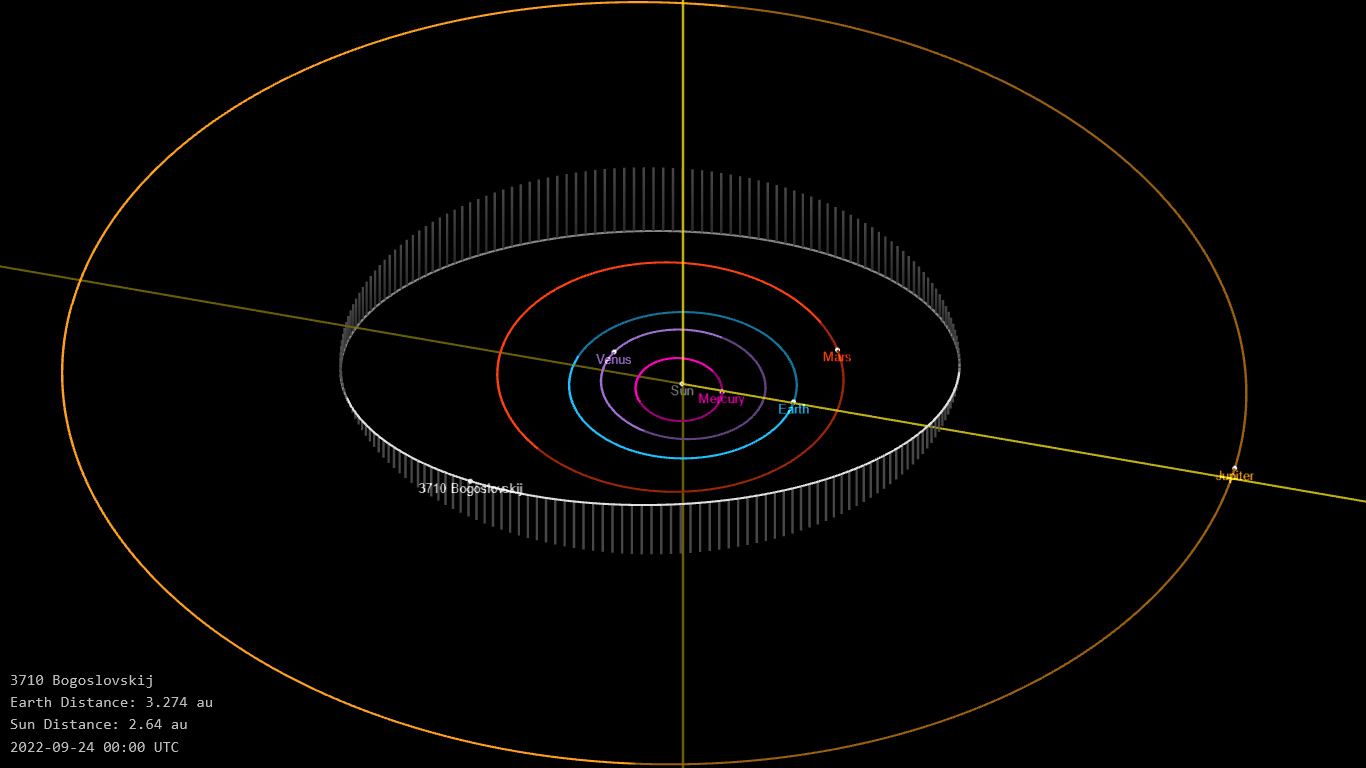
Орбита астероида Богословский и его положение в Солнечной системе

## Физические характеристики
Из результатов второго этапа спектроскопической съёмки малых астероидов главного пояса (Small Main-belt Asteroid Spectroscopic Survey, SMASSII) следует, что астероид относится к таксономическому классу Cgh.
По результатам наблюдений в видимом и ближнем инфракрасном диапазоне космического телескопа NEOWISE диаметр астероида сначала оценивался равным 9,19±2,01 км, позже — 11,625±0,196 км. Согласно тем же источникам альбедо оценивается как 0,17±0,07 и 0,131±0,024.